# Картье д’Ор, Антуан
Антуан Анри Филипп Леон Картье д’Ор (2 июня 1799, Тулуза — 6 августа 1863, Сен-Клу) — французский кавалерист, наездник, исследователь и преподаватель верховой езды, научный писатель
 в области коневодства и верховой езды. Противник метода обучения верховой езде Франсуа Боше.

## Биография
В 15-летнем возрасте поступил в военную академию в Сен-Сире, в 1821 году продолжил обучение кавалерийскому искусству в Версальской школе, где учился у Пьера Мари Абзака и в 1827 году после его смерти возглавил Версальскую школу. В 1830 году, когда Версальская школа была закрыта, последовательно создавал три манежа для обучения верховой езде, после финансового краха второго из них временно став банкротом. К этому же времени началось его идейное противостояние с другим известным наездником того времени Франсуа Боше. В 1847 году, когда в отставку с должности главного конюшего Сомюра вышел Никола Сульт, занял эту должность. В 1848 году после свержения Луи-Филиппа I принял решение уйти в отставку и на несколько месяцев отправился в Новый Орлеан, но затем вернулся на родину. В 1849 году был произведён в офицеры ордена Почётного легиона. До 1855 года оставался в Сомюре, затем был последовательно управляющим конюшнями Наполеона III, конюшим императора и генеральным инспектором конных заводов.
Кроме множества брошюр, ему принадлежат следующие труды: «Traité d’éqaitation» (Париж, 1834; 4-е издание — 1870), «De l’industrie chevaline en France» (1840; 3-е издание — 1847), «Cours d’équitation» (1853; 5-е издание — 1859).